# 565
Évszázadok: 5. század – 6. század – 7. század
Évtizedek: 510-es évek – 520-as évek – 530-as évek – 540-es évek – 550-es évek – 560-as évek – 570-es évek – 580-as évek – 590-es évek – 600-as évek – 610-es évek
Évek: 560 – 561 – 562 – 563 –  564 – 565 – 566 – 567 – 568 – 569 – 570

## Események

### Bizánci Birodalom
- Iusztinianosz császár elfogadja a monofizita afthartodokéták tanait, mely szerint Krisztus teste fogantatásától kezdve romolhatatlan. Mikor Eutükhiosz pátriárka nem hajlandó ezt elismerni, januárban katonákkal hurcoltatja el a templomból és száműzi. Utóda Ióannész Szkholasztikosz.
- Novemberben 83 éves korában meghal Iusztinianosz császár. Kallinikosz kamarás állítása szerint a gyermektelen uralkodó halálos ágyán unokaöccsét, Iusztinoszt nevezte meg utódjaként, akit sietve másnap reggel megkoronáznak és csak ezt követően jelentik be Iustinianosz halálhírét. A másik, szintén Iusztinosz nevű potenciális utódot (Iusztinianosz unokatestvérének, Germanosznak a fiát) a fővárosba hívják és magas posztot ígérnek neki, de aztán letartóztatják, Egyiptomba száműzik, ahol a következő évben meggyilkolják.

### Európa
- Szent Columba meglátja a Loch Ness-i szörnyet: a lény megtámadja a Ness folyóban úszó tanítványát, de Columba Isten nevével elűzi.
- Háború tör ki a pannóniai longobárdok és alföldi gepidák között.

### Kína
- Északi Csi, császárát, Vucsenget két kegyence és legközelebbi barátja (akik attól tartanak, hogy a császár halála esetén őket száműzik vagy kivégzik) meggyőzi, hogy mondjon le a trónról nyolc éves fia, Kao Vej javára

## Halálozások
- november 14. – I. Iusztinianosz, bizánci császár
- Flavius Belisarius, bizánci hadvezér
- Prokopiosz, bizánci történetíró
- Gázai Szent Dórotheosz, szerzetes, teológus

## Fordítás
- Ez a szócikk részben vagy egészben  a(z)   565 című angol Wikipédia-szócikk ezen változatának fordításán alapul.  Az eredeti cikk szerkesztőit annak laptörténete sorolja fel. Ez a jelzés csupán a megfogalmazás eredetét és a szerzői jogokat jelzi, nem szolgál a cikkben szereplő információk forrásmegjelöléseként.